# Prämonstratenserpropstei Csorna

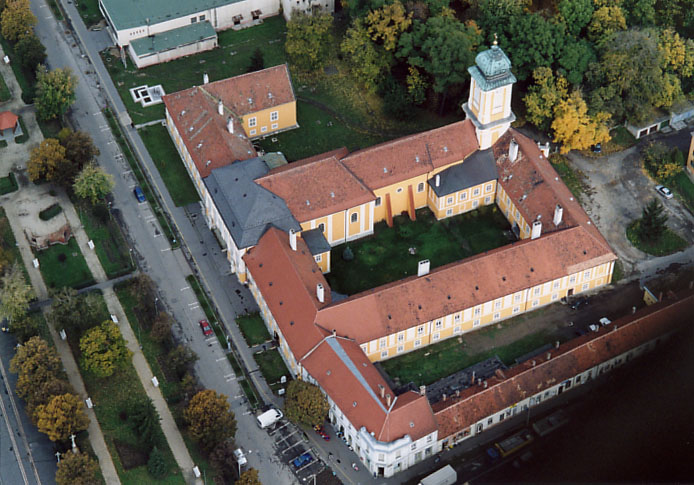
Prämonstratenserpropstei Csorna

Die Propstei Csorna ist eine Niederlassung des Prämonstratenserordens in Csorna (Westungarn).

## Geschichte
Die Propstei in Csorna wurde im Jahr 1180 gegründet. Sie  übernahm im 13. Jahrhundert, wie andere Klöster in dieser Zeit auch, unter anderem die Ausstellung von Urkunden für private Rechtsgeschäfte. Die älteste erhaltene Beurkundung durch die Probstei stammt von 1226.
Nach der Schlacht bei Mohács (1526) lösten die osmanischen Sieger die Klöster und Propsteien im eroberten Gebiet auf; die Propstei Csorna traf es 1542. Erst als die Osmanen mit dem Friedensschluss von Karlowitz Ungarn verließen, konnte im Jahr 1701 das Prämonstratenserstift wieder eröffnet werden. Während der Josephinischen Reformen 1786 wurde es erneut geschlossen und 1802 wieder zugelassen. Seit dieser Zeit sind die bisherigen Klöster in Türje und Jánoshida in die Propstei Csorna eingegliedert.
1950 wurde das Prämonstratenserstift in Csorna, mit damals 64 Mitgliedern, durch die ungarische Regierung geschlossen. Sieben Prämonstratenser flohen ins Ausland. Sie bildeten im Jahr 1961 ein Noviziat in Orange County (Kalifornien), welches 1984 den kirchlichen Status einer Abtei erhielt.
1990 konnten die Prämonstratenser das Gelände wieder übernehmen. Dort befindet sich heute auch ein Museum zur Geschichte der Stadt Csorna und der Prämonstratenser.